# Води піднімаються
«Води піднімаються» — радянський художній фільм 1962 року, знятий на кіностудії «Вірменфільм».

## Сюжет
Голова колгоспу Арев не вірить в колгоспників, не зважає на їхню думку, вважаючи, що всі вони ледарі. З нею намагається боротися секретар парткому, але він молодий і недостатньо досвідчений. Його підтримують новий завідувач тваринницькою фермою і всі колгоспники.

## У ролях
- Армен Джигарханян — Норайр Мелойян
- Лейла Киракосян — Анаїт
- Ашот Каджворян — Берегам
- Верджалуйс Міріджанян — Ашхен
- Метаксія Симонян — Арев
- В. Оганджанян — Амо
- Орі Буніатян — Варжапет Мелонц
- Маргарита Карапетян — Ерікназ

## Знімальна група
- Режисер: Моко Акопян
- Сценарій: Хрісанф Гюльназарян
- Адміністратор фільму: К. Ованнисян
- Оператор: Саркіс Геворкян
- Композитор: Олександр Арутюнян
- Звукооператор: Е. Ванунц
- Художник: Грачья Мекінян
- Монтаж: Г. Милосердова